# Genetta poensis
Genetta poensis là một loài động vật có vú trong họ Cầy, bộ Ăn thịt. Loài này được Waterhouse mô tả năm 1838.

## Hình ảnh

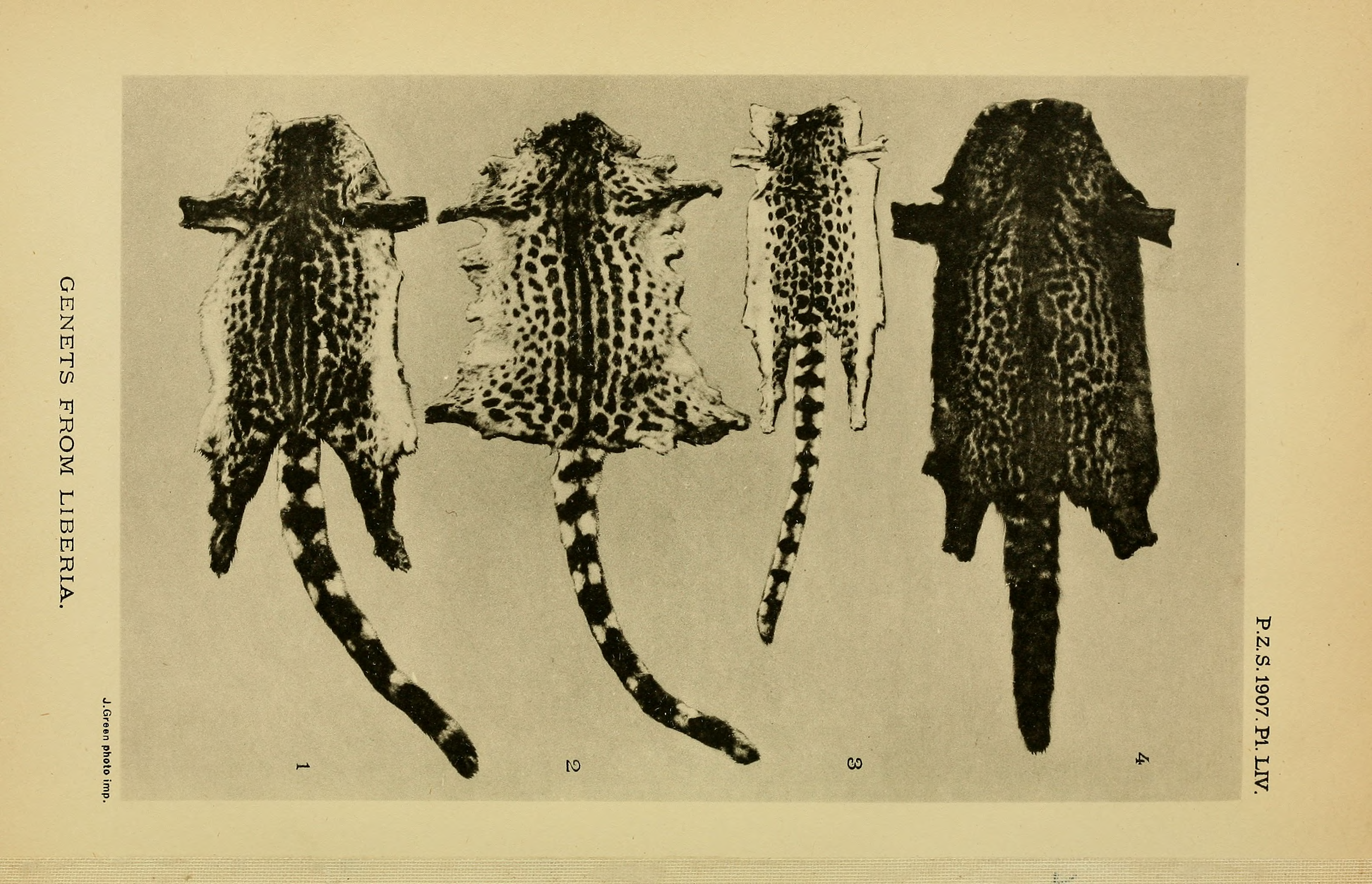